# Hystrichopsylla zii
Hystrichopsylla zii är en loppart som beskrevs av Gong Zhengda 1992. Hystrichopsylla zii ingår i släktet Hystrichopsylla och familjen mullvadsloppor. Inga underarter finns listade i Catalogue of Life.